# Fantasma

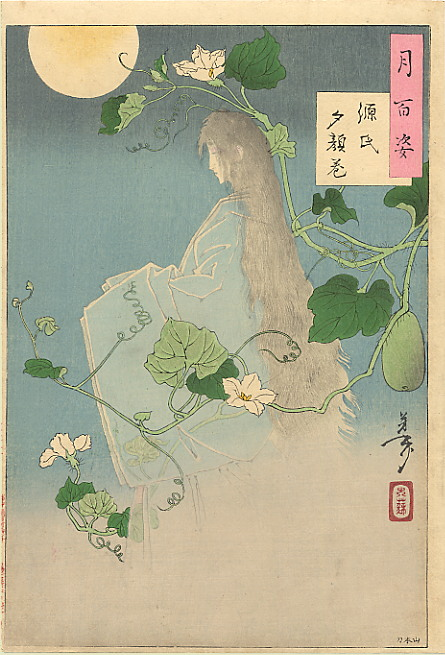
Ilustração de um fantasma japonês (yūrei), 1886.

Fantasma, na crença popular, é a alma ou espírito de uma pessoa falecida que pode aparecer para os vivos de maneira visível ou através de outras formas de manifestação. Descrições de aparições de fantasmas variam no modo como estes se manifestam. A tentativa deliberada de contactar o espírito de uma pessoa morta é conhecida como necromancia, ou séance no espiritismo. 
A crença em manifestações espirituais dos mortos é comum, datando do animismo ou veneração dos mortos em culturas pré-históricas. Determinadas práticas religiosas — ritos funerários, exorcismos, e alguns costumes do espiritualismo e da magia — são especificamente designadas para agradar os espíritos dos mortos. Fantasmas são geralmente descritos como essências solitárias que assombram um local, objeto ou pessoa em particular a qual estiveram ligados em vida. A resposta mais comum de encontrar de qualquer pessoa é a sua inexistência, embora já tenham sido relatadas histórias a respeito de exércitos, trens, navios e até mesmo animais e números fantasmas.
O consenso da maioria dos cientistas é de que não há provas que fantasmas existam. A existência deles é impossível de falsear, e as investigações caça-fantasmas costumam ser classificadas como pseudociência. Apesar de séculos de investigação, não há evidências científicas que sustentem que algum local seja habitado por espíritos, sendo este classificado como parte da necromancia.

## Contexto antropológico
A noção do transcendental, sobrenatural ou espiritual, normalmente envolvendo entidades como fantasmas, demônios ou deidades, é um fenômeno cultural universal. Em religiões pré-históricas, tais crenças costumam ser simplificadas como animismo ou veneração dos mortos.
Em muitas culturas, fantasmas malignos e perturbadores são diferenciados dos espíritos benignos envolvidos na veneração aos mortos.
A veneração aos mortos envolve tipicamente rituais designados para a proteção contra espíritos vingativos do além, imaginados como famintos e invejosos em relação aos vivos. Entre as estratégias para evitar os espectros estão o sacrifício, isto é, dar ao morto comidas e bebidas para apaziguá-lo, ou a expulsão mágica do morto para forçá-lo a não retornar. A alimentação ritual dos mortos é realizada em eventos tradicionais como o Festival das Almas chinês ou o Dia de Finados ocidental. O banimento mágico dos mortos está presente em muitos dos costumes funerários ao redor do mundo. Corpos encontrados em diversas mamoas haviam sido ritualmente amarrados antes do enterro, e o costume de atar os cadáveres persiste, por exemplo, nas regiões rurais da Anatólia.

## Informações complementares

### Fantasmas e a vida após a morte
Em muitos relatos tradicionais, fantasmas são frequentemente vistos como pessoas mortas procurando por vingança, ou aprisionadas na Terra por atos ruins que praticaram durante a vida. A aparição de um fantasma era considerada o presságio da morte, assim como avistar o próprio fantasma ou "dopel".
Há vários relatos acerca da aparição de "damas de branco" em regiões rurais, que supostamente morreram de forma trágica ou sofreram alguma espécie de trauma durante a vida. Lendas de "damas de branco" são recorrentes em diversas culturas, e um denominador comum é o tema da perda ou traição de um marido ou noivo. Elas são frequentemente associadas a uma linhagem familiar específica, sendo portadoras da morte. Similar à Banshee, avistar um desses fantasmas é sinal de que alguém na família morrerá.
Lendas a respeito de navios fantasmas circulam desde o século XVIII, a mais notável delas sendo a do Holandês Voador. Este tema foi popularizado na literatura pelo poema The Rime of the Ancient Mariner, de Coleridge.

### Localidade
O local onde fantasmas são avistados é descrito como assombrado, e frequentemente considerado como sendo a moradia de espíritos que podem ter sido antigos moradores ou relacionados de alguma forma àquela propriedade. A atividade sobrenatural no interior de residências é associada principalmente a eventos violentos ou trágicos ocorridos nestas, como assassinato, morte acidental ou suicídio. Mas nem todos os locais assombrados foram cenário de uma morte violenta, ou mesmo de atos de violência. Muitas culturas e religiões acreditam que a essência de um ser, como a "alma", continua a existir após a morte. Algumas concepções filosóficas e religiosas sustentam que os "espíritos" daqueles que morreram não vão "embora", mas permanecem presos dentro da propriedade onde suas memórias e energia ainda são fortes.

## História

### Antiguidade
A imagem de um submundo onde os mortos moravam era comum no Antigo Oriente, sendo expressa no hebraico bíblico pelo termo tsalmaveth (literalmente "sombra-morte"). No Antigo Testamento, a Bruxa de Endor aparece durante o Segundo Livro de Samuel para conjurar o espírito ('owb) de Samuel.

### Mesopotâmia
Há várias referências a fantasmas em religiões mesopotâmicas, mais especificamente nas religiões da Suméria, Babilônia, Assíria e em outros estados iniciais da Mesopotâmia. Traços de tais crenças permaneceram nas religiões abraâmicas posteriores que dominaram a região. Acreditava-se que os fantasmas eram criados no momento da morte, levando consigo a memória e a personalidade da pessoa falecida. Eles viajavam para um mundo subterrâneo, onde assumiam uma determinada posição e levavam uma existência similar em alguns aspectos àquela do vivo. Esperava-se que familiares dos mortos fizessem oferendas de alimentos e bebidas em prol destes; caso não o fizessem, os fantasmas infligiram aos vivos má sorte e doenças. Costumes medicinais tradicionais atribuíam uma variedade de doenças à ação de fantasmas, enquanto outras seriam causadas por deuses ou demônios.

### Era moderna da cultura ocidental

#### Espiritismo
O espiritismo é baseado nos cinco livros da Codificação Espírita escritos pelo educador francês Hippolyte Léon Denizard Rivail sob o pseudônimo Allan Kardec, divulgando os fenômenos que ele observou e atribuiu à inteligência incorpórea (espíritos). Sua hipótese de comunicação com espíritos foi reconhecida por muitos de seus contemporâneos, entre eles vários cientistas e filósofos que compareceram a sessões e estudaram o fenômeno. Seu trabalho foi posteriormente expandido por autores como Léon Denis, Gabriel Delanne, Arthur Conan Doyle, Camille Flammarion, Ernesto Bozzano, Chico Xavier, Divaldo Pereira Franco, Waldo Vieira, Amália Domingo Soler, entre outros.
O espiritismo possui adeptos em vários países, como Espanha, Estados Unidos, Canadá, Japão, Alemanha, França, Inglaterra, Argentina, Portugal e especialmente Brasil, que tem a maior proporção e número de seguidores.

#### Ceticismo científico
Joe Nickell, do Comitê para a Investigação Cética, escreveu que não existe evidência científica crível de que qualquer localidade foi habitada por espíritos de mortos. Presenciar fantasmas seria consequência das limitações perceptivas humanas e explicações físicas comuns, como por exemplo a mudança na pressão atmosférica em algumas casas que fazem com que as portas batam, ou as luzes de um carro refletidas através de uma janela durante a noite. A pareidolia seria também outra razão que, segundo os céticos, levam pessoas a acreditarem que viram fantasmas. Relatos de fantasmas vistos "pelo canto do olho" podem ser relacionados à sensibilidade da visão periférica humana. De acordo com Nickell, a visão periférica pode ser facilmente enganada, especialmente tarde da noite, quando o cérebro está cansado e mais propenso a interpretar de maneira equivocada sons e visões.
Alguns pesquisadores, como Michael Persinger da Laurentian University, no Canadá, especularam que as mudanças nos campos geomagnéticos (provocadas pela pressão do núcleo terrestre ou por atividade solar) podem estimular os lobos temporais do cérebro e produzir muitas das experiências associadas a fantasmas. Acredita-se que o som seja outra causa de supostas aparições. Richard Lord e Richard Wiseman concluíram que o infrassom pode fazer com que humanos isolados em um cômodo experimentem sentimentos estranhos, como ansiedade, tristeza, sensação de estar sendo vigiado e até mesmo calafrios. Desde 1921 especula-se que o envenenamento por monóxido de carbono, que provoca mudanças de percepção nos sistemas visuais e auditivos, pode ser uma possível explicação para casas assombradas.
Também o fenômeno do fogo-fátuo, um gás fosforescente resultante da decomposição orgânica em áreas pantanosas e cemitérios, pode levar a crenças sobre fantasmas. Na cultura popular, os fantasmas são temas de diversos filmes, entre eles o mais famoso Os Caça-Fantasmas de 1984 e o programa do canal Syfy Channel Ghost Hunters (Os Caçadores de Fantasmas).